# EN1 (Mosambik)
Die Nationalstraße EN1 (portugiesisch Estrada Nacional Número Um) ist eine Fernstraße, die als Hauptverkehrsachse Mosambiks den Norden und den Süden des Landes verbindet. Wegen ihrer Gesamtlänge von 2471,2 Kilometern und der landesweiten Ausdehnung wird sie auch Mozambique Highway genannt.

## Geschichte
Der Ausbau des Straßenverlaufs zur EN1 erfolgte über mehrere Jahrzehnte. Erste Teilstrecken waren seit 1963 für den Schwerlastverkehr befahrbar. Bis zur Unabhängig Mosambiks im Jahre 1975 verwaltete die Junta Autónoma de Estradas de Moçambique die Straße. Seit 1975 wird die Straße von der nationalen Straßenverwaltung Mosambiks (Administração Nacional de Estradas) in Stand gehalten.
Die EN1 bildet die älteste leistungsfähige Nord-Süd-Straßenverbindung, wogegen die anderen Fernstraßen zum Transport von Gütern zwischen den Häfen am Indischen Ozean und Zielen in den Nachbarländern errichtet wurden und damit weitgehend der Ost-West-Richtung folgten. Die EN1 ist als eine der wenigen Straßen in Mosambik durchgängig asphaltiert, größtenteils zweispurig.

### Angriffe durch die RENAMO (2012–2014)
2012 hatte die Oppositionspartei RENAMO erneut begonnen den Konflikt mit der Regierungspartei FRELIMO durch Waffengewalt auszutragen. Zwischen 2013 und 2014 griffen wiederholt bewaffnete Kämpfer Lastkraftwagen, Busse und Autos auf dem etwa 100 Kilometer langen Straßenstück zwischen Muxungue und Rio Save an. Daraufhin richtete die Regierung eine tägliche fahrende militärische Eskorte für Fahrzeuge auf dem Streckenabschnitt ein, wobei der Konvoi nur wenige Male pro Tag fuhr. Dennoch kam es immer wieder zu Angriffen und mehrere Toten. Mit der Unterzeichnung des neuen Friedensvertrags zwischen beiden Parteien im August 2014 endeten die Konvoi-Fahrten am 27. August 2014.

### Neubauten im Großraum Maputo
Mit Hilfe chinesischer Unterstützung ließ die mosambikanische Regierung zwei Großprojekte im Großraum Maputo errichten, die auch Auswirkungen auf die Nationalstraße hatten: Zum einen beauftragte die Regierung den Bau der Ringstraße um Maputo (Estrada Circular), der Abschnitt der EN1 dafür vierspurig ausgebaut.
Nach jahrelangen Planungen begannen 2014 die Bauarbeiten für eine Brücke von Maputo über die Bucht nach Katembe, die im November 2018 dem Verkehr übergeben wurde. Nach Abschluss ist es geplant die EN1 von Maputo über die Brücke bis nach Ponta do Ouro bzw. zum Grenzübergang Kosi Bay (Südafrika) zu verlängern.

### Zukunft
Auch wenn die Straße zu den bestausgebauten im Land gehört, werden fortlaufend Verbesserungen und Ausbauprojekte vorgenommen.
Die japanische Regierung finanziert mit 175 Millionen US-Dollar den Ausbau eines 430 Kilometer langen Streckenstücks zwischen Nampevo (Provinz Zambézia) und Cuamba (Provinz Niassa), dazu gehört unter anderem auch die Errichtung von 13 neuen Brücken. Ebenso ist nach Medienberichten die Erneuerung des 330 Kilometer langen Abschnittes zwischen Inchope und Caia geplant.

## Bedeutung
Die Nationalstraße EN1 verknüpft auf Grund ihre Nord-Süd-Richtung und der Gesamtlänge viele weitere National- und Regionalstraßen in Mosambik. Sie ermöglicht einen durchgängigen Straßenverkehr entlang des größten Teils der geographischen Längsachse des Landes. Es gibt praktisch keine gleichwertige Alternative zur Straße, sie ist die einzige Verbindung zwischen dem Norden und Süden Mosambiks. Insbesondere in Verbindung mit der Nationalstraße EN6 (Verbindung zwischen dem Hafen von Beira und Simbabwe) ist sie die wichtigste Straße des Landes und leistet einen erheblichen Beitrag zur Förderung des entstehenden Bruttoinlandsprodukts.
Auch im Verhältnis zu anderen Straßen im Land ist sie diejenige mit der höchsten Verkehrsbelegung. Die nationale Straßenverwaltung (Administração Nacional de Estradas / ANE) schätzt, dass im Jahr 2013 340.000 Fahrzeuge pro Tag die Straße (in Teilen) passierten.
Die Straße ist unbemautet. 2009 diskutierte Pläne Mautstationen nach Vorbild der Nationalstraße EN4, die vom südafrikanischen Autobahnbetreiber TRAC betrieben wird, wurden seitens der Nationalregierung nicht weiterverfolgt. Die Benutzung einiger Brückenbauwerke, unter anderem der 2009 eröffneten Armando-Guebuza-Brücke über den Sambesi, ist jedoch mit einer Mautzahlung verbunden.

## Streckenverlauf

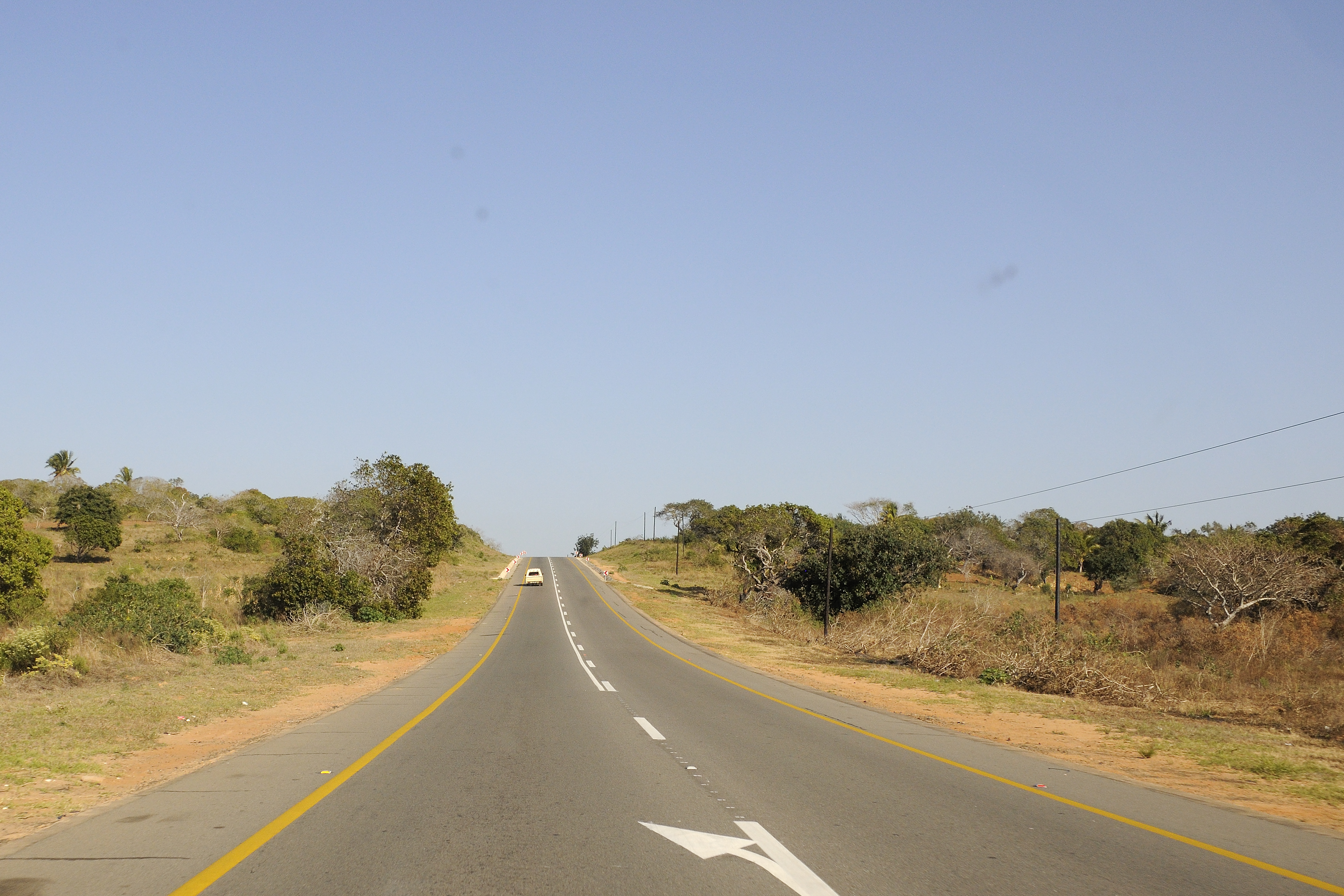
In der Nähe von Xai-Xai (Provinz Gaza)

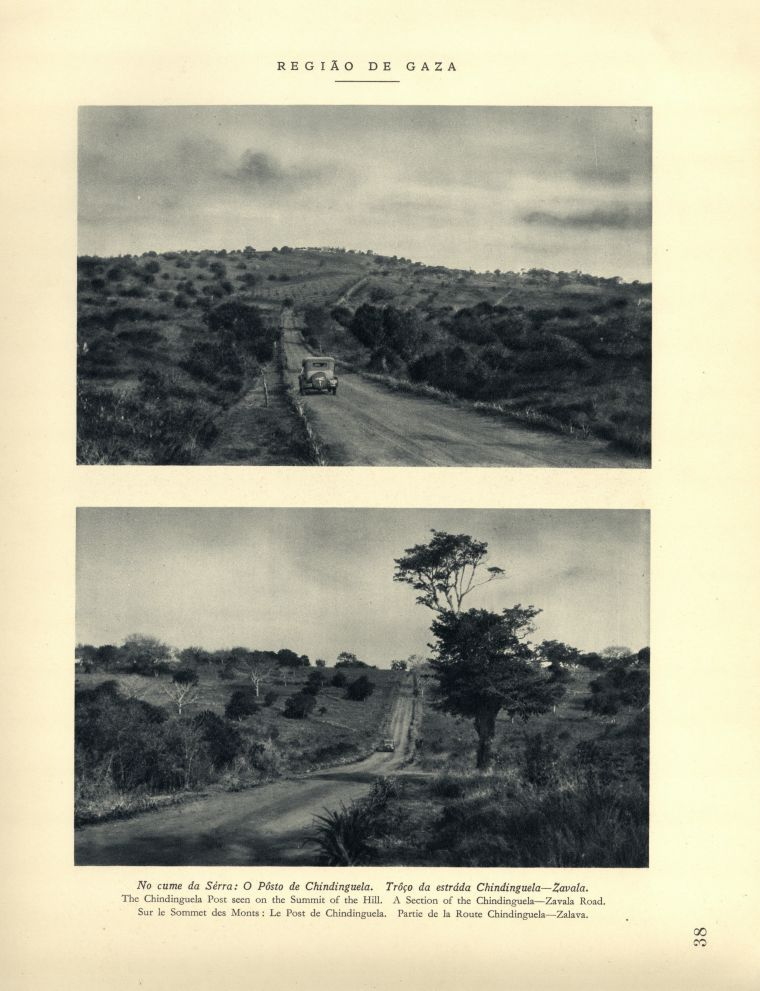
Vorläufer der EN1: Aufnahmen der Straße aus den 1920er Jahren zwischen Chindinguela und Zavala (Provinz Gaza)

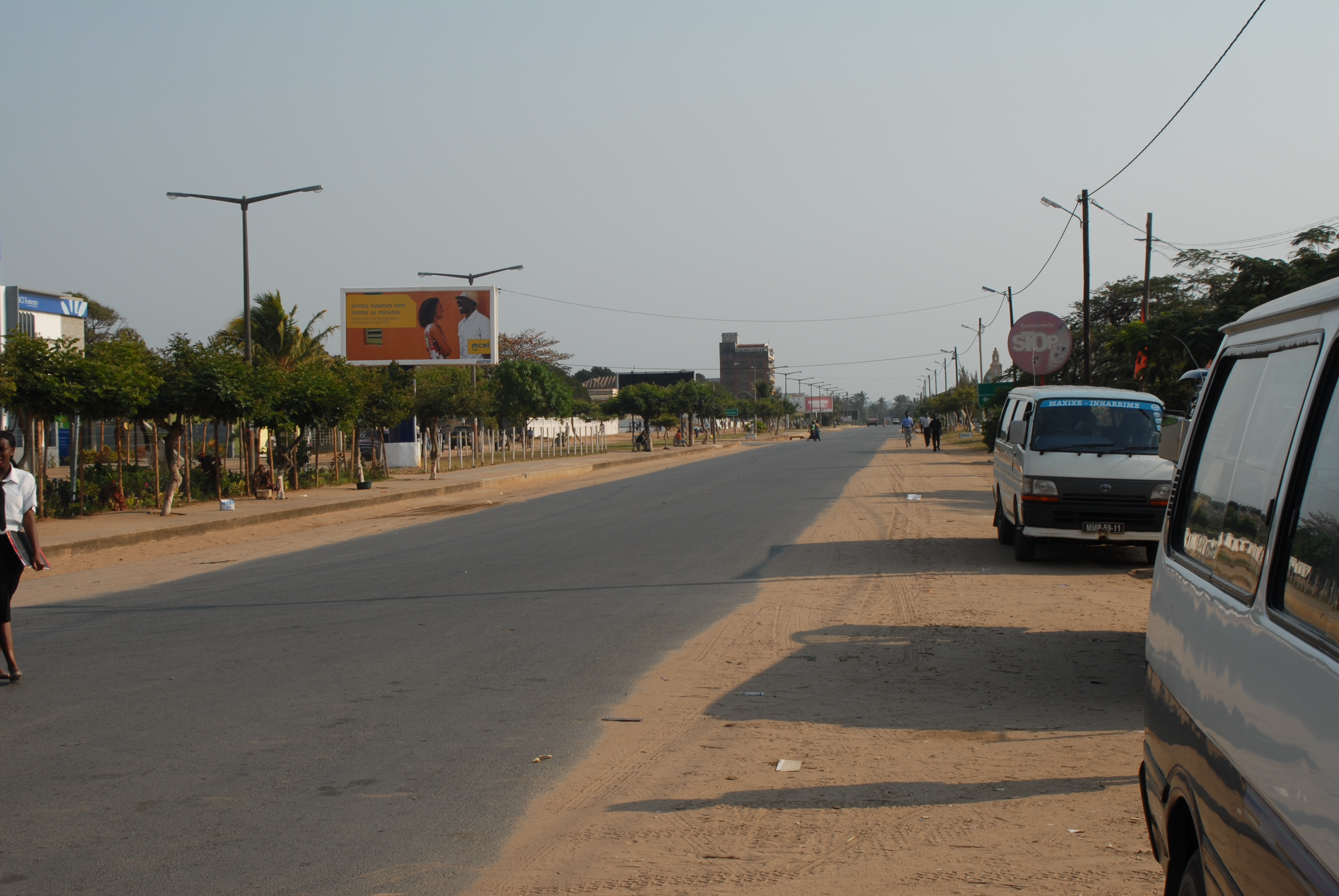
Die EN1 durchquert den Ort Maxixe (Provinz Inhambane)

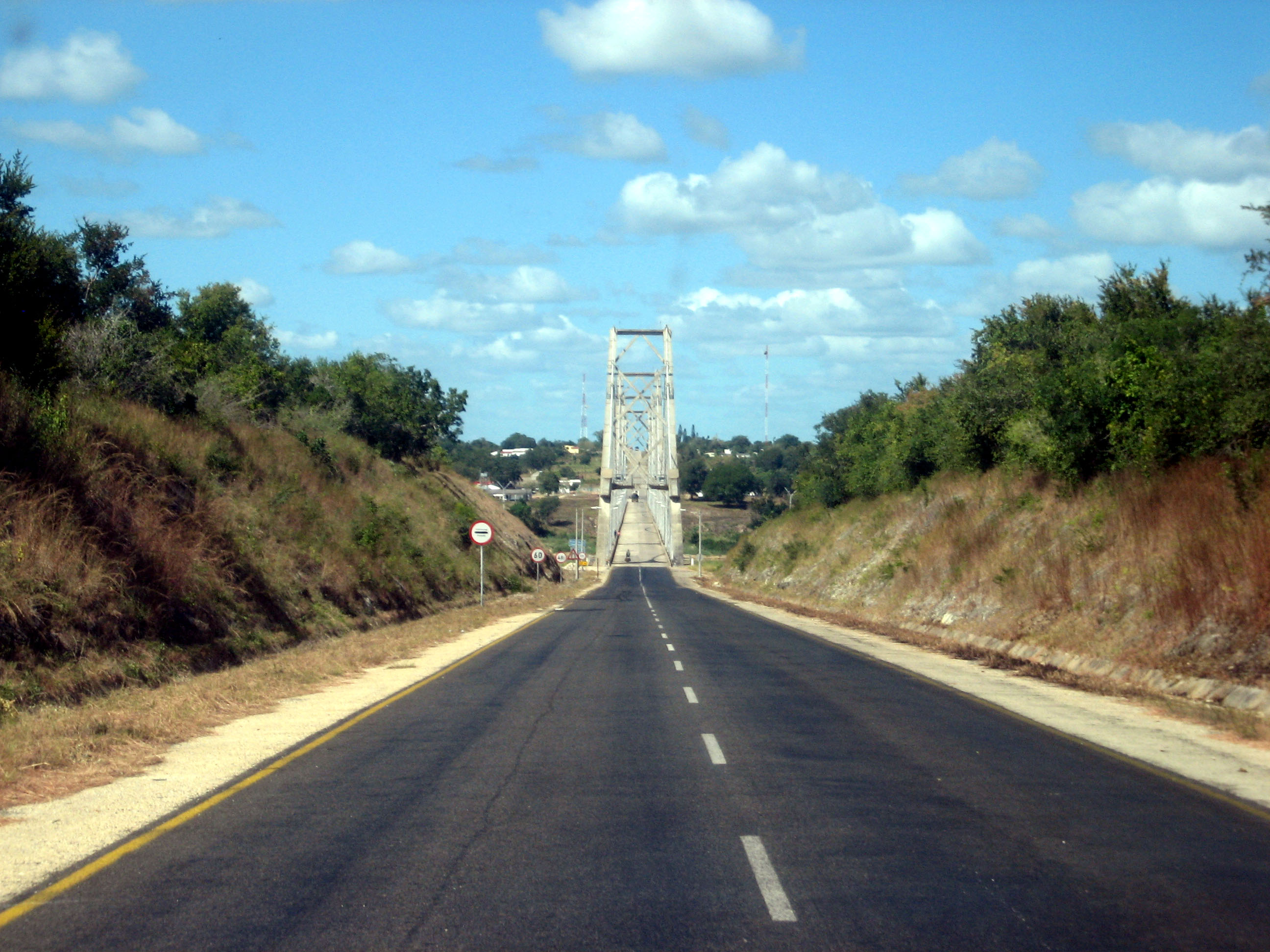
Überquerung des Save-Flusses (Grenze zwischen den Provinzen Inhambane und Sofala)

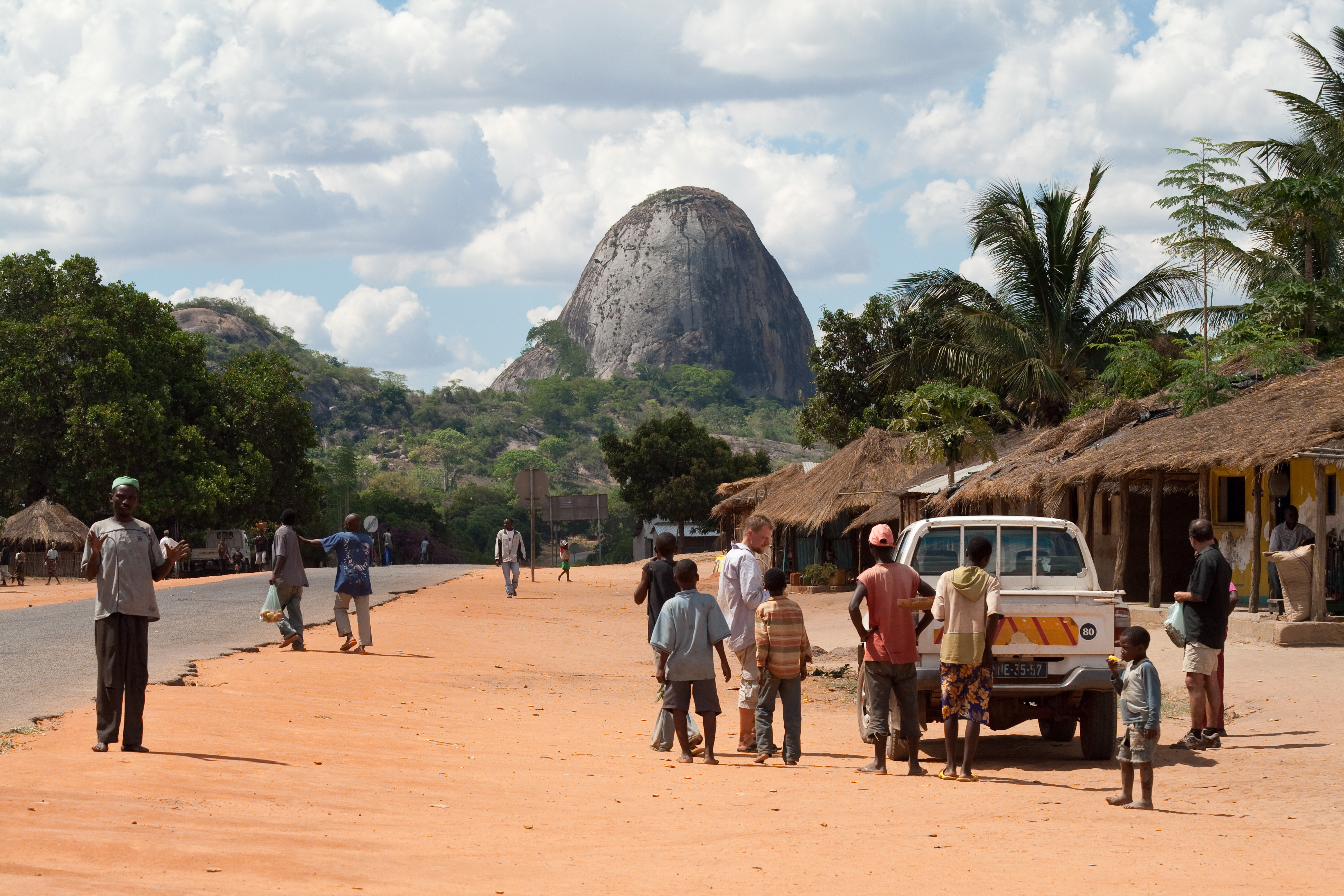
EN1 im Ort Alua (Provinz Nampula)

Der Beginn der Nationalstraße EN1 befindet sich in der mosambikanischen Hauptstadt Maputo. Deren Anfang bildet einen Knotenpunkt mit der Nationalstraße EN2, die hier als Verlängerung der Avenida 24 de Julho aus dem Stadtzentrum nach Westen führt. Der Übergang beider Straßen befindet sich westlich des Hauptstadtzentrums unweit des langgestreckten Hafengeländes mit dem Bahnhof Maputo und in der Nähe der Pädagogischen Universität Maputo. Die unter der EN2 hindurchleitende Straßenfortsetzung bildet eine Anbindungsstraße in das Hafen- und benachbarte Güterbahnhofgelände.
Vom Knotenpunkt der beiden Nationalstraßen führt die EN1 nordöstlich ausgerichtet als Avenida De Moçambique über die mehrspurige Avenida Joaquim Chissano hinweg, linksseits am Zoologischen Garten (Jardim Zoológico) vorbei und zu ihrer rechten Flanke den Internationalen Flughafen passierend, weiter in Richtung Norden durch die ausgedehnten Außenbezirke der Stadt mit ihren schachbrettartig angelegten Quartieren.
Im Stadtrandbereich Maputos schwenkt sie nach Nordosten, wo ihr Verlauf weiterhin als Avenida De Moçambique durch ununterbrochen besiedeltes Gebiet zur nächsten Stadt Marracuene überleitet und danach weiter nach Manhiça führt. Dort wendet sich die bisher die Straße begleitende und von Maputo kommende Eisenbahnstrecke Linha de Limpopo nach Nordwesten. Der Streckenverlauf der Nationalstraße verbleibt weiterhin küstennah und in der Ebene. Nach Taninga überquert sie in der Nähe des Lagoa Chuali den Rio Incomati. Nach der Flussquerung wechselt die Straße bei dem Ort Magul von der Provinz Maputo in die Provinz Gaza. Dabei trifft sie auf den Ort Macia, wo zwei Regionalstraße abzweigen. Auf diesen gelangt man entweder nach Praia do Bilene am Indischen Ozean oder über Chókwè ins Landesinnere bis nach Massingir an der Massingir-Talsperre und dem Hauptquartier des Great Limpopo Transfrontier Park.
Von Macia aus tangiert die Straße nur kleinere Ortschaften, wie Incala und Chissano, bis sie mit einer großen Brücke den Limpopo überquert und die küstennahe Stadt Xai-Xai, Hauptstadt der Provinz Gaza, erreicht. In geringer Entfernung zur Ozeanküste mit einigen Strandbädern und sensiblen Feuchtgebieten zwischen Dünen und Lagunen bildet die EN1 hier die einzige leistungsfähige Überlandstraße. In Chonguene nimmt die die auf Chókwè zulaufende Regionalstraße 208 ihren Anfang. Ebenso zweigt hier eine in Xai-Xai beginnende Eisenbahnstrecke ab, die nach Norden verläuft, dabei kleinere Ortschaften auf dem Schienenweg verkehrlich erschließt und schon wenige Kilometer hinter der Provinzgrenze in der Nachbarregion endet.
Die EN1 verläuft von Chonguene über Chidenguele, Madender bis zur Provinzgrenze bei Zandamela. In der Provinz Inhambane verbindet die Fernstraße kleinere küstennahe Ortschaften, wie Quissico und Guilundo miteinander und überschreitet vor Inharrime den Lagoa Poelela. In diesem Ort endet eine Eisenbahnstrecke, die die Fernstraße auf Teilabschnitten parallel begleitet und bis in die Küstenstadt Inhambane führt. Der Straßenverlauf wendet sich nun in einem weiten Bogen in nördliche Richtung, tangiert Cumbana und erreicht den kleinen Ort Lindela. Hier zweigt eine nach Inhambane verlaufende Regionalstraße ab. Weiter nach Norden erreicht die Nationalstraße Maxixe, Morrumbene und Massinga. Nach letzterem Ort gewinnt sie zur Küstenlinie wieder größeren Abstand und berührt kleinere Ortschaften. Bei Pambarra zweigt eine Regionalstraße zum Küstenort Vilankulo ab, von dem per Schiff oder Flugzeug die Inselwelt des Nationalparks und Archipels von Bazaruto erreichbar ist.
Nach Pambarra führt die Nationalstraße auf Macovane zu, wo sie sich nach Nordwesten wendet und den Ort Save erreicht. Hier überquert sie mit einer Brücke den Rio Save. Der Flusslauf bildet zugleich die Provinzgrenze zwischen Inhambane und Sofala. Nach der modernen Brücke nimmt die EN1 ihren Verlauf durch ein gering besiedeltes Gebiet der Küstenebene, dessen größter Ort an der Straße Muxunge ist. Nördlich davon überquert sie den Rio Lucite und den Rio Revue, weiter bis Inchope zum Kreuzungspunkt mit der EN6. Auf der EN6 bewegt sich ein Verkehrsaufkommen, teilweise aus Simbabwe stammend, zwischen dem Grenzübergang Machipanda und der Hafenstadt Beira am Indischen Ozean. Im Streckenabschnitt von der Überquerung des Rio Lucite bis kurz nach der Stadt Inchope passiert die Fernstraße zweimal das Territorium der Provinz Manica.
Nach Inchope gelangt die Fernstraße wieder auf das Gebiet der Provinz Sofala, führt entlang der Westgrenze des Nationalparks Gorongosa und schwenkt in einem nach Westen ausholenden Bogen um das Massiv der Serra da Gorongosa, das sich schon außerhalb des Nationalparkgebietes befindet. Nun durchquert sie wieder flaches und wenig besiedeltes Land, den Rio Nhamapasa und die Sumpfniederungen des Rio Mucua passierend und trifft danach auf die Stadt Caia. Hier überschreitet die Straße den Sambesi auf der mautpflichtigen Armando-Guebuza-Brücke. Zugleich erreicht sie mit seinem nördlichen Ufer die Provinz Zambézia.
Nun folgt die Passage eines gering besiedelten Gebietes der Küstenzone mit zahlreichen Querungen kleinerer Flüsse, die dem Indischen Ozean zufließen. Bei Niacuadala zweigt die Nationalstraße EN10 zur Küstenstadt Quelimane ab. Die Nationalstraße EN1 führt weiter über Namacurra, wo sie sich in nördliche Richtung wendet und von einer aus Quelimane kommenden Eisenbahnstrecke begleitet wird. Nach dem kleinen Ort Male gelangt die EN1 zum Straßenknotenpunkt mit der EN7 in Mocuba. Hier endet auch die Eisenbahnstrecke. Weiter in etwa nördliche Richtung tangiert die Fernstraße kleinere Orte. In Nampevo zweigt eine Regionalstraße nach Errego ab. Weiterführend über Alto Molócue und Alto Ligonha verlässt die Fernstraße nach letzterem Ort mit Querung des Rio Ligonha die Provinz Zambézia, um in Nampula auf den Ort Murrupula zu treffen. In der Stadt Nampula kann der Straßenverkehr die bis zur Grenze mit Malawi führende EN8 nutzen. Eine ebenso in den Nachbarstaat führende Eisenbahnstrecke begleitet von hier die EN8. Von Nampula aus in östliche Richtung wird die Fernstraße von dieser Eisenbahnlinie begleitet. In Namialo wendet sich die EN1 scharf nach Norden. Hier besteht ein Abzweig der EN8 zur Küstenstadt Nacala, wohin auch die Eisenbahnstrecke führt und endet.
Weiter nach Norden gerichtet berührt die Fernstraße die Orte Netia, Nacaroa, Alua und Namapa. Danach überquert sie den Rio Lúrio. Dieser Fluss bildet die Grenze zwischen den Provinzen Nampula und Cabo Delgado. Nun tangiert sie die Ortschaften Chiúre-Novo und Metoro. Im Ort Suriate zweigt eine Regionalstraße nach Norden ab, über die man auf weiteren niedrigrangigen Routen die Grenze mit Tansania erreichen kann.
Von Suriate verläuft die EN1 weiter in der Küstenebene bis zur Hafenstadt Pemba und endet hier.